# Internazionali d'Italia 2022 - Qualificazioni singolare femminile
Le qualificazioni del singolare femminile del Internazionali d'Italia 2022 sono un torneo di tennis preliminare per accedere alla fase finale della manifestazione. Le vincitrici dell'ultimo turno sono entrate di diritto nel tabellone principale. In caso di ritiro di una o più giocatrici aventi diritto a queste sono subentrate le lucky loser, ossia le giocatrici che hanno perso nell'ultimo turno ma che avevano una classifica più alta rispetto alle altre partecipanti che avevano comunque perso nel turno finale.

## Teste di serie
1. Julija Putinceva (qualificata)
2. Tereza Martincová (qualificata)
3. Aljaksandra Sasnovič (qualificata)
4. Nuria Párrizas Díaz (ultimo turno, lucky loser)
5. Madison Brengle (ultimo turno, lucky loser)
6. Elena-Gabriela Ruse (ultimo turno, ritirata, lucky loser)
7. Petra Martić (qualificata)
8. Marta Kostjuk (qualificata)

1. Andrea Petković (ultimo turno)
2. Ana Konjuh (ultimo turno)
3. Kaja Juvan (qualificata)
4. Kristína Kučová (ultimo turno)
5. Lauren Davis (qualificata)
6. Misaki Doi (primo turno)
7. Cristina Bucșa (ultimo turno)
8. Elina Avanesjan (qualificata)

## Qualificate
1. Julija Putinceva
2. Tereza Martincová
3. Aljaksandra Sasnovič
4. Kaja Juvan

1. Elina Avanesjan
2. Lauren Davis
3. Petra Martić
4. Marta Kostjuk

### Lucky loser
1. Nuria Párrizas Díaz
2. Madison Brengle

1. Elena-Gabriela Ruse

## Tabellone

### Legenda
| - Q = Qualificato - WC = Wild card - LL = Lucky loser | - ALT = Alternate - SE = Special Exempt - PR = Protected Ranking | - w/o = Walkover - r = Ritirato - d = Squalificato |

### Sezione 1
|  | Primo turno | Primo turno      | Primo turno      | Primo turno | Primo turno |  |  | Ultimo turno | Ultimo turno     | Ultimo turno | Ultimo turno | Ultimo turno |  |
|  |             |                  |                  |             |             |  |  |              |                  |              |              |              |  |
|  | 1           | Julija Putinceva | Julija Putinceva | 6           | 6           |  |  |              |                  |              |              |              |  |
|  |             | Storm Sanders    | Storm Sanders    | 1           | 1           |  |  | 1            | Julija Putinceva | 4            | 6            | 6            |  |
|  |             | Arina Rodionova  | 2                | 6           | 2           |  |  | 10           | Ana Konjuh       | 6            | 2            | 2            |  |
|  | 10          | Ana Konjuh       | 6                | 2           | 6           |  |  |              |                  |              |              |              |  |

### Sezione 2
|  | Primo turno | Primo turno       | Primo turno | Primo turno | Primo turno |  |  | Ultimo turno | Ultimo turno      | Ultimo turno      | Ultimo turno | Ultimo turno |  |
|  |             |                   |             |             |             |  |  |              |                   |                   |              |              |  |
|  | 2           | Tereza Martincová | 6           | 4           | 6           |  |  |              |                   |                   |              |              |  |
|  | PR          | Han Xinyun        | 0           | 6           | 3           |  |  | 2            | Tereza Martincová | Tereza Martincová | 6            | 6            |  |
|  |             | You Xiaodi        | 2           | 6           | 4           |  |  | 12           | Kristína Kučová   | Kristína Kučová   | 3            | 4            |  |
|  | 12          | Kristína Kučová   | 6           | 1           | 6           |  |  |              |                   |                   |              |              |  |

### Sezione 3
|  | Primo turno | Primo turno          | Primo turno          | Primo turno | Primo turno |  |  | Ultimo turno | Ultimo turno         | Ultimo turno         | Ultimo turno | Ultimo turno |  |
|  |             |                      |                      |             |             |  |  |              |                      |                      |              |              |  |
|  | 3           | Aljaksandra Sasnovič | Aljaksandra Sasnovič | 6           | 6           |  |  |              |                      |                      |              |              |  |
|  | WC          | Nuria Brancaccio     | Nuria Brancaccio     | 3           | 2           |  |  | 3            | Aljaksandra Sasnovič | Aljaksandra Sasnovič | 7            | 6            |  |
|  | WC          | Angelica Raggi       | Angelica Raggi       | 4           | 63          |  |  | 9            | Andrea Petković      | Andrea Petković      | 5            | 0            |  |
|  | 9           | Andrea Petković      | Andrea Petković      | 6           | 7           |  |  |              |                      |                      |              |              |  |

### Sezione 4
|  | Primo turno | Primo turno         | Primo turno         | Primo turno | Primo turno |  |  | Ultimo turno | Ultimo turno        | Ultimo turno | Ultimo turno | Ultimo turno |  |
|  |             |                     |                     |             |             |  |  |              |                     |              |              |              |  |
|  | 4           | Nuria Párrizas Díaz | Nuria Párrizas Díaz | 6           | 6           |  |  |              |                     |              |              |              |  |
|  |             | Ulrikke Eikeri      | Ulrikke Eikeri      | 3           | 1           |  |  | 4            | Nuria Párrizas Díaz | 6            | 62           | 4            |  |
|  | WC          | Eleonora Alvisi     | Eleonora Alvisi     | 2           | 4           |  |  | 11           | Kaja Juvan          | 1            | 7            | 6            |  |
|  | 11          | Kaja Juvan          | Kaja Juvan          | 6           | 6           |  |  |              |                     |              |              |              |  |

### Sezione 5
|  | Primo turno | Primo turno        | Primo turno        | Primo turno | Primo turno |  |  | Ultimo turno | Ultimo turno    | Ultimo turno | Ultimo turno | Ultimo turno |  |
|  |             |                    |                    |             |             |  |  |              |                 |              |              |              |  |
|  | 5           | Madison Brengle    | Madison Brengle    | 6           | 6           |  |  |              |                 |              |              |              |  |
|  |             | Paula Ormaechea    | Paula Ormaechea    | 1           | 1           |  |  | 5            | Madison Brengle | 6            | 3            | 2            |  |
|  |             | Catherine Harrison | Catherine Harrison | 5           | 5           |  |  | 16           | Elina Avanesjan | 2            | 6            | 6            |  |
|  | 16          | Elina Avanesjan    | Elina Avanesjan    | 7           | 7           |  |  |              |                 |              |              |              |  |

### Sezione 6
|  | Primo turno | Primo turno         | Primo turno         | Primo turno | Primo turno |  |  | Ultimo turno | Ultimo turno        | Ultimo turno        | Ultimo turno        | Ultimo turno |  |
|  |             |                     |                     |             |             |  |  |              |                     |                     |                     |              |  |
|  | 6           | Elena-Gabriela Ruse | Elena-Gabriela Ruse | 6           | 6           |  |  |              |                     |                     |                     |              |  |
|  |             | Dea Herdželaš       | Dea Herdželaš       | 4           | 2           |  |  | 6            | Elena-Gabriela Ruse | Elena-Gabriela Ruse | Elena-Gabriela Ruse | 1r           |  |
|  | WC          | Stefania Rubini     | 1                   | 6           | 2           |  |  | 13           | Lauren Davis        | Lauren Davis        | Lauren Davis        | 5            |  |
|  | 13          | Lauren Davis        | 6                   | 4           | 6           |  |  |              |                     |                     |                     |              |  |

### Sezione 7
|  | Primo turno | Primo turno     | Primo turno  | Primo turno | Primo turno |  |  | Ultimo turno | Ultimo turno    | Ultimo turno    | Ultimo turno | Ultimo turno |  |
|  |             |                 |              |             |             |  |  |              |                 |                 |              |              |  |
|  | 7           | Petra Martić    | Petra Martić | 6           | 6           |  |  |              |                 |                 |              |              |  |
|  |             | Ellen Perez     | Ellen Perez  | 2           | 0           |  |  | 7            | Petra Martić    | Petra Martić    | 6            | 6            |  |
|  |             | Susan Bandecchi | 6            | 3           | 6           |  |  |              | Susan Bandecchi | Susan Bandecchi | 4            | 3            |  |
|  | 14          | Misaki Doi      | 4            | 6           | 3           |  |  |              |                 |                 |              |              |  |

### Sezione 8
|  | Primo turno | Primo turno       | Primo turno       | Primo turno | Primo turno |  |  | Ultimo turno | Ultimo turno   | Ultimo turno | Ultimo turno | Ultimo turno |  |
|  |             |                   |                   |             |             |  |  |              |                |              |              |              |  |
|  | 8           | Marta Kostjuk     | Marta Kostjuk     | 7           | 4           |  |  |              |                |              |              |              |  |
|  |             | Federica Di Sarra | Federica Di Sarra | 64          | 0r          |  |  | 8            | Marta Kostjuk  | 6            | 5            | 6            |  |
|  |             | Valerija Savinych | Valerija Savinych | 1           | 2           |  |  | 15           | Cristina Bucșa | 1            | 7            | 3            |  |
|  | 15          | Cristina Bucșa    | Cristina Bucșa    | 6           | 6           |  |  |              |                |              |              |              |  |